# Luduș
Luduș (Ausspracheⓘ; deutsch Ludasch, ungarisch Marosludas) ist eine Kleinstadt im Kreis Mureș in Rumänien.

## Lage
Luduș liegt etwa in der Mitte Siebenbürgens am Fluss Mureș. Die Kreishauptstadt Târgu Mureș befindet sich etwa 40 km östlich.

## Geschichte
Luduș wurde 1377 erstmals urkundlich erwähnt (das eingemeindete Dorf Gheja bereits 1366). Der Ort – der bis 1918 zum Königreich Ungarn, zum Fürstentum Siebenbürgen bzw. zu Österreich-Ungarn gehörte – war lange dörflich geprägt, hatte jedoch eine gewisse Bedeutung als lokales Handelszentrum. 1800 erhielt er den Status einer Gemeinde, 1850 wurde er lokales Verwaltungszentrum. 1871 bekam Luduș einen Bahnanschluss; wenig später wurde der Ort durch eine nach Norden abzweigende Bahn in Richtung Bistritz ein Eisenbahnknotenpunkt. In der Folge nahm Luduș einen wirtschaftlichen Aufschwung; insbesondere nach dem Zweiten Weltkrieg wurden Industriebetriebe (vor allem Lebensmittelverarbeitung) angesiedelt. 1960 wurde Luduș zur Stadt erhoben.

## Bevölkerung
Ursprünglich war Luduș hauptsächlich von Rumänen bewohnt; bei der Volkszählung 1850 waren von 2031 Einwohnern 1795 Rumänen und 81 Ungarn. Im Zuge des wirtschaftlichen Aufschwungs und der Magyarisierung nahm der ungarische Bevölkerungsanteil deutlich zu; im Jahr 1920 lebten in Luduș 6195 Personen, wovon sich die relative Mehrheit (2965) als Ungarn bezeichnete; daneben wohnten 2458 Rumänen, 743 Juden und 12 Deutsche im Ort. Nach dem Zweiten Weltkrieg nahm der rumänische Anteil wieder zu und stellte bald die Mehrheit. 2002 wurden in der Stadt 17.497 Einwohner registriert, darunter 12.190 Rumänen, 4414 Ungarn, 857 Roma und 11 Deutsche.

## Verkehr
Luduș liegt an der Bahnstrecke Alba Iulia–Târgu Mureș. In der Stadt zweigt die Strecke nach Bistrița Bârgăului im Kreis Bistrița-Năsăud ab. Es bestehen regelmäßige Busverbindungen nach Iernut, Târnăveni und Târgu Mureș. Durch Luduș führt die Europastraße 60.

## Sehenswürdigkeiten
Die Stadt hat keine bedeutsamen touristischen Anziehungspunkte aufzuweisen.

## Söhne und Töchter der Stadt
- Antal Incze (1898–?), ungarischer Arzt und Politiker
- Ella Kovacs (* 1964), rumänische Leichtathletin
- László Sepsi (* 1987), rumänischer Fußballspieler